# Trust (série télévisée, 2018)
Pour les articles homonymes, voir Trust.
Trust, ou Trust : Le Prix de la cupidité (au Québec), est une série télévisée d'anthologie américaine en dix épisodes de 42 minutes créée, écrite et produite par Simon Beaufoy, également coproduite par Danny Boyle, Timothy Bricknell et Christian Colson, diffusée entre le 25 mars et le 27 mai 2018 sur FX et en simultané sur FX Canada.
En France, cette série est diffusée depuis le 10 mai 2018 sur Canal+[réf. souhaitée], et au Québec dès le 7 janvier 2019 sur MAX. Diffusée en Suisse romande sur la RTS1 Elle reste inédite dans les autres pays francophones.

## Synopsis
La série raconte l'histoire de J. Paul Getty, le controversé magnat du pétrole et son comportement amoral. La première saison suit l'enlèvement de son petit fils, John Paul Getty III.
Le projet initial s'étalait sur trois saisons. La saison 2 aurait été consacrée à la jeunesse de Getty. La troisième et dernière se centrant sur ses derniers jours et son décès, dont la querelle testamentaire pour l'héritage déchirera la famille ; Beaufoy compare cette situation à Middlemarch.

### Saison 1
La saison 1 raconte l'histoire vraie de l'enlèvement de John Paul Getty III, survenu à Rome en 1973. Les épisodes sont pour la plupart réalisés par le cinéaste britannique Danny Boyle. Ce fait divers a déjà été relaté au cinéma dans le film Tout l'argent du monde de Ridley Scott, sorti en 2017.
En 1973, à Rome, John Paul Getty III, un jeune bohème de 16 ans et petit-fils du magnat du pétrole J. Paul Getty, est enlevé par des malfaiteurs calabrais qui demandent à son richissime grand-père de leur verser une rançon exorbitante de 17 millions de dollars. Mais ce dernier refuse leur chantage et il est aussitôt décrit dans les médias comme un vieil homme avare, aigri et sans merci.
Gail Getty, la mère du garçon enlevé, va alors s'allier avec un ancien agent de la CIA, Fletcher Chace, pour tenter de sauver son fils. Ils vont ainsi essayer de réunir de leur côté la somme demandée par les ravisseurs

## Distribution

### Acteurs principaux
- Donald Sutherland (VF : Bernard Tiphaine) : J. Paul Getty
- Hilary Swank (VF : Marjorie Frantz) : Gail Getty
- Harris Dickinson (VF : Grégory Quidel) : John Paul Getty III
- Michael Esper (VF : Mathias Kozlowski): John Paul Getty Jr.
- Anna Chancellor (VF : Juliette Degenne) : Penelope Kittson
- Amanda Drew (en) (VF : Laurence Bréheret) : Belinda
- Sophie Winkleman (VF : Barbara Delsol) : Margot
- Verónica Echegui (VF : Claire Baradat) : Luciana
- Silas Carson (VF : Thierry Walker) : Khan
- Brendan Fraser (VF : Guillaume Orsat) : James Fletcher Chace

### Acteurs récurrents
- Hannah New (VF : Noémie Orphelin) : Victoria
- Andrea Arcangeli (it) (VF : Jean-Marco Montalto) : Angelo
- Luca Marinelli : Primo
- Francesco Colella (VF : Arnaud Arbessier) : Leonardo
- Mauro Lamanna : Dante
- David Agranov (VF : Grégory Kristoforoff) : J. Ronald Getty
- David Bamber (VF : Michel Papineschi) : Bela Von Block

- Version française
  - Société de doublage : Nice Fellow
  - Enregistrement & Mixage : Studios O'Bahamas : Daniel dos Reis
  - Direction artistique : Virginie Ledieu
  - Adaptation des dialogues : David Ribotti, Perrine Dézulier, Fanny Béraud et Catherine Zitouni

 Source et légende : version française (VF) sur RS Doublage et DSD Doublage

## Épisodes
1. La Maison de Getty (The House of Getty)
2. L'Étoile solitaire (Lone Star)
3. La Dolce vita (La Dolce Vita)
4. C'est fini les amis! (That's All Folks)
5. Silence ! (Silenzio)
6. Jean, chapitre 11 (John, Chapter 11)
7. Kodachrome (Kodachrome)
8. Au nom du père (In the Name of the Father)
9. Une voiture blanche dans une tempête de neige (White Car in a Snowstorm)
10. Conséquences (Consequences)